# Pulau Mantanani
Die Mantanani-Inseln (malay.: Pulau Mantanani) sind eine zu Malaysia gehörende Inselgruppe im Südchinesischen Meer nordwestlich von Borneo. Sie liegen etwa zwei Kilometer vor der Küste bei Kota Belud im malaysischen Bundesstaat Sabah.
Die größte Insel ist Mantanani Besar, 3 km lang und bis zu 1,5 km breit, mit einem größeren und einem kleineren Dorf.
Etwas westlich davon liegt die kleine, runde und unbewohnte Felsinsel Lungisan. 
3 km weiter im Westen liegt das langgestreckte, unbewohnte Mantanani Kecil, 2,7 km lang, sehr schmal und unbewohnt.
Die Hauptinsel wird von Touristen besucht, die Sporttauchen sowie Vögel und insbesondere Dugongs beobachten.
Mantanani Besar ist von Kota Belud mit der Fähre zu erreichen.

## Geschichte
Die North Borneo Chartered Company versuchte ab 1881 in Nord-Borneo eine Kolonie zu etablieren, erweiterte dieses Gebiet und erwarb im April 1885 die Mantani-Inseln.
1888 wurde Nord-Borneo ein Protektorat von Großbritannien. Die Verwaltung blieb bei der British North Borneo Company; die englische Krone behielt sich lediglich die Außenpolitik vor.